# Paratelmatoscopus impigrus
Paratelmatoscopus impigrus är en tvåvingeart som beskrevs av Quate 1967. Paratelmatoscopus impigrus ingår i släktet Paratelmatoscopus och familjen fjärilsmyggor. Inga underarter finns listade i Catalogue of Life.